# Kanton Saint-Julien-Chapteuil
Kanton Saint-Julien-Chapteuil (fr. Canton de Saint-Julien-Chapteuil) je francouzský kanton v departementu Haute-Loire v regionu Auvergne. Tvoří ho osm obcí.

## Obce kantonu
- Lantriac
- Montusclat
- Le Pertuis
- Queyrières
- Saint-Étienne-Lardeyrol
- Saint-Hostien
- Saint-Julien-Chapteuil
- Saint-Pierre-Eynac